# Macroscepis pleistantha
Macroscepis pleistantha là một loài thực vật có hoa trong họ La bố ma. Loài này được Donn. Sm. mô tả khoa học đầu tiên năm 1895.